# Rosa kamtschatica
Rosa kamtschatica är en rosväxtart som beskrevs av Étienne Pierre Ventenat. Rosa kamtschatica ingår i släktet rosor, och familjen rosväxter. Inga underarter finns listade i Catalogue of Life.